# Court McGee
Courtney Scott McGee (Layton, 12 de dezembro de 1984) é um estadunidense lutador de artes marciais mistas que compete na divisão de pesos-médios. Competidor de MMA profissional desde 2007, McGee lutou principalmente em promoções locais em Utah antes de assinar com o UFC.
McGee é um ex-viciado em heroína, tendo se recuperado e se mantido limpo desde Abril de 2006. McGee mais tarde se tornou um artista marcial. Iniciou-se no caratê, tendo competido em mais de 100 lutas do esporte. McGee também detém um recorde de boxe profissional de 2-0, depois de competir entre as lutas de MMA.
McGee foi o vencedor da décima primeira temporada do The Ultimate Fighter em 2010, vencendo a competição em 19 de junho de 2010.

## Início da carreira
McGee começou a lutar wrestling no colegial na Layton da High School. Mais tarde, depois de uma ausência do esporte, McGee retornou ao Layton High School para se tornar um treinador de wrestling assistente. McGee também possui uma história no caratê, tendo acumulado mais de 100 lutas.
McGee começou sua carreira no MMA em 2007, em seu estado natal de Utah. Duas lutas notáveis ocorreram durante este período, com uma finalização sobre DaMarques Johnson e uma perda para Jeremy Horn.
Em setembro de 2008, McGee enfrentou Isidro Gonzalez no evento  "Throwdown Showdown" em Orem, Utah. McGee venceu a partida após uma decisão unânime.
McGee estava programado para competir em dezembro de 2008 contra Ray Lazama para o titulo de Pesos Médios do Gladiator Challenge. No entanto, a luta nunca ocorreu por razões desconhecidas. McGee enfrentou Dayle Jarvis em julho de 2009. No que viria a ser sua última aparição no circuito de MMA local, McGee venceu por nocaute técnico (TKO) sobre o seu adversário em menos de quatro minutos.

### The Ultimate Fighter
Em março de 2010, McGee foi anunciado como parte da décima primeira temporada do The Ultimate Fighter,  Team Liddell vs. Team Ortiz Na eliminatória, McGee derrotou Seth Baczynski.
McGee foi então derrotado pelo primeiro lutador do show, Nick Anel, na sexta luta preliminar. Depois de dois rounds, os juízes declararam a luta como uma vitória para Anel através da decisão da maioria (20-18, 19-19, 20-18). Dana White e Chuck Liddell ambos afirmaram que a luta deveria ter ido para uma terceira rodada.
Quando Rich Attonito quebrou a mão, o seu lugar nas quartas de final ficou vago. Devido à perda controversa de para Ring, Dana White selecionou McGee para lutar em seu lugar. Nas quartas de final, McGee foi convocado para ter uma revanche com Anel, mas Anel deixou a competição devido a uma lesão no joelho. James Hammortree entrou como substituto de Anel. No início do segundo round, McGee finalizou Hammortree com uma rara guilhotina em pé.
Nas semifinais, enfrentou o companheiro Brad Tavares para ganhar um lugar na final ao vivo. Depois de dois rounds, McGee finalizou a luta com um mata-leão.
Essa vitória acabou por levá-lo até o finale da competição, onde enfrentou Kris McCray no card principal. McGee passou metade do tempo de treinamento longe do seu usual "Victory MMA", preferindo ficar com o treinador do The Ultimate Fighter, Chuck Liddell na “The Pit”.
McGee derrotou McCray por finalização no segundo round com um mata-leão, fazendo dele o vencedor da temporada do The Ultimate Fighter 11. McGee também foi premiado com o prêmio de “Finalização da Noite”.

### Ultimate Fighting Championship
A primeira luta de McGee pós TUF foi contra o veterano do UFC, Ryan Jensen no UFC 121. No início da primeira rodada, McGee foi atingido com um soco forte que o derrubou e causou um pequeno corte abaixo do olho. Na segunda rodada, Jensen começou a parecer visivelmente tonto depois de ser atingido e começou a sangrar do nariz. McGee venceu o segundo round depois de uma queda pouco antes da campainha tocar. Na terceira rodada, McGee executou com sucesso uma queda e em seguida um triângulo aos 1:21 do round final.
McGee era esperado para enfrentar Jesse Bongfeldt em 11 de junho de 2011 no UFC 131, mas teria sido forçado a sair da luta devido a uma lesão no joelho. Matt Serra teria treinado Chris Weidman para ficar no lugar de McGee contra Bongfeldt.
McGee enfrentou Dongi Yang em 17 de setembro de 2011 no UFC Fight Night 25. Ele ganhou a luta por decisão unânime.
McGee encarou Costa Philippou em 3 de março de 2012 no UFC on FX: Alves vs. Kampmann. Ele perdeu a luta por decisão unânime.
McGee enfrentou Nick Ring em 21 de julho de 2012 no UFC 149 e perdeu por decisão unânime
Em seguida, McGee optou por descer de categoria e enfrentou Josh Neer em 23 de fevereiro de 2013 no UFC 157, ele venceu a luta por decisão unânime.
McGee enfrentou o vencedor do TUF: The Smashes Robert Whittaker em 28 de agosto de 2013 no UFC Fight Night: Condit vs. Kampmann II e venceu por decisão dividida.
McGee era esperado para enfrentar outro vencedor do reality show The Ultimate Fighter, dessa vez o vencedor do TUF 18 Kelvin Gastelum em 14 de dezembro de 2013 no UFC on Fox: Johnson vs. Benavidez II, porém, Gastelum se lesionou e McGee enfrentou Ryan LaFlare. Em uma luta muito equilibrada e movimentada, McGee teve bons momentos em pé e no chão, mas LaFlare acertou mais golpes e pontuou mais, sendo assim McGee foi derrotado por decisão unânime.
McGee voltará aos octógonos após dois anos para enfrentar Márcio Alexandre Jr. em 12 de Dezembro de 2015 no UFC 194.

## Carreira no Boxe
Além de sua carreira no Mixed Martial Arts, McGee também compilou um bom registro como boxeador profissional. Tais lutas aconteceram em 2008, entre a sua carreira no MMA.
Sua primeira luta foi contra Francisco Antonio Alacantara em Maio de 2008. McGee derrotou por decisão unânime (40-35, 40-36, 39-36) em uma luta de quatro rodadas, tendo derrotado Hank Weiss em uma luta de MMA poucos dias antes.
Este foi seguido por mais uma vitória por decisão unânime (40-36,40-36, 39-37) sobre Freddie Martinez. McGee revelou em Junho de 2010, que essa luta teve lugar durante a sua despedida de solteiro.

## Vida pessoal
McGee e sua esposa Chelsea tem dois filhos, Isaac e Crew Charles. Nome do meio do segundo filho foi tirado do primeiro nome do amigode McGee e treinador do The Ultimate Fighter ,  Chuck Liddell.
McGee é um ex-viciado em heroína e, em 2005, ele foi declarado clinicamente morto após uma overdose de heroína na casa de seu primo antes de ser ressuscitado. McGee teve que aprender a andar e falar novamente depois de sua primeira overdose. McGee disse que o seu caminho para abuso de drogas e álcool começaram quando ele começou a sair com "as pessoas erradas -beber, farrear" Depois de sofrer uma lesão na sua clavícula e cotovelo, McGee tornou-se dependente de analgésicos, que mais tarde misturou com álcool. McGee experimentou cocaína e heroína antes da overdose. Depois de sua experiência de quase-morte, McGee sofreu um par de recaídas. Em um episódio de The Ultimate Fighter, McGee disse: "Eu tomei uma bebida em Las Vegas e acabei em Iowa, quatro dias depois, sem calças e uma camisa de manga longa, olhando para a meta-anfetamina."
Desde abril de 2006, McGee está limpo e usa a sua história para encorajar aqueles que podem estar lutando com vícios próprios.

## Cartel no MMA
| Cartel no MMA   |             |             |
| 31 lutas        | 21 vitórias | 10 derrotas |
| Por nocaute     | 3           | 1           |
| Por finalização | 7           | 0           |
| Por decisão     | 11          | 9           |

| Res.    | Cartel | Oponente             | Método                         | Evento                                   | Data       | Round | Tempo | Local                        | Notas                                  |
| ------- | ------ | -------------------- | ------------------------------ | ---------------------------------------- | ---------- | ----- | ----- | ---------------------------- | -------------------------------------- |
| Derrota | 21-12  | Matt Brown           | Nocaute (soco)                 | UFC on ABC: Rozenstruik vs. Almeida      | 13/05/2023 | 1     | 4:09  | Charlotte, Carolina do Norte |                                        |
| Derrota | 21-11  | Jeremiah Wells       | Nocaute (soco)                 | UFC on ESPN: Kattar vs. Emmett           | 18/06/2022 | 1     | 1:34  | Austin, Texas                |                                        |
| Vitória | 21-10  | Ramiz Brahimaj       | Decisão (unânime)              | UFC on ESPN: Kattar vs. Chikadze         | 15/01/2022 | 3     | 5:00  | Las Vegas, Nevada            |                                        |
| Vitória | 20-10  | Cláudio Silva        | Decisão (unânime)              | UFC Fight Night: Font vs. Garbrandt      | 22/05/2021 | 3     | 5:00  | Las Vegas, Nevada            |                                        |
| Derrota | 19-10  | Carlos Condit        | Decisão (unânime)              | UFC on ESPN: Holm vs. Aldana             | 03/10/2020 | 3     | 5:00  | Abu Dhabi                    |                                        |
| Derrota | 19-9   | Sean Brady           | Decisão (unânime)              | UFC on ESPN: Reyes vs. Weidman           | 18/10/2019 | 3     | 5:00  | Boston, Massachusetts        |                                        |
| Derrota | 19-8   | Dhiego Lima          | Decisão (unânime)              | UFC Fight Night: Jacaré vs. Hermansson   | 27/04/2019 | 3     | 5:00  | Fort Lauderdale, Flórida     |                                        |
| Vitória | 19-7   | Alex Garcia          | Decisão (unânime)              | UFC Fight Night: Volkan vs. Smith        | 27/10/2018 | 3     | 5:00  | Moncton, New Brunswick       |                                        |
| Derrota | 18-7   | Sean Strickland      | Decisão (unânime)              | UFC Fight Night: Poirier vs. Pettis      | 11/11/2017 | 3     | 5:00  | Norfolk, Virginia            |                                        |
| Derrota | 18-6   | Ben Saunders         | Decisão (unânime)              | UFC Fight Night: Rodríguez vs. Penn      | 15/01/2017 | 3     | 5:00  | Phoenix, Arizona             |                                        |
| Vitória | 18-5   | Dominique Steele     | Decisão (unânime)              | UFC Fight Night: Rodríguez vs. Caceres   | 06/08/2016 | 3     | 5:00  | Salt Lake City, Utah         |                                        |
| Derrota | 17-5   | Santiago Ponzinibbio | Nocaute Técnico (socos)        | UFC on Fox: Teixeira vs. Evans           | 16/04/2016 | 1     | 4:15  | Tampa, Florida               |                                        |
| Vitória | 17-4   | Márcio Alexandre Jr. | Decisão (unânime)              | UFC 194: Aldo vs. McGregor               | 12/12/2015 | 3     | 5:00  | Las Vegas, Nevada            |                                        |
| Derrota | 16-4   | Ryan LaFlare         | Decisão (unânime)              | UFC on Fox: Johnson vs. Benavidez II     | 14/12/2013 | 3     | 5:00  | Sacramento, California       |                                        |
| Vitória | 16-3   | Robert Whittaker     | Decisão (dividida)             | UFC Fight Night: Condit vs. Kampmann II  | 28/08/2013 | 3     | 5:00  | Indianapolis, Indiana        |                                        |
| Vitória | 15-3   | Josh Neer            | Decisão (unânime)              | UFC 157: Rousey vs. Carmouche            | 23/02/2013 | 3     | 5:00  | Anaheim, California          | Estréia nos Meio Médios                |
| Derrota | 14-3   | Nick Ring            | Decisão (dividida)             | UFC 149: Faber vs. Barão                 | 21/07/2012 | 3     | 5:00  | Calgary, Alberta             |                                        |
| Derrota | 14–2   | Costa Philippou      | Decisão (unânime)              | UFC on FX: Alves vs. Kampmann            | 03/03/2012 | 3     | 5:00  | Sydney, Austrália            |                                        |
| Vitória | 14–1   | Dongi Yang           | Decisão (unânime)              | UFC Fight Night: Shields vs. Ellenberger | 17/09/2011 | 3     | 5:00  | New Orleans, Louisiana       |                                        |
| Vitória | 13–1   | Ryan Jensen          | Finalização (triângulo de mão) | UFC 121: Lesnar vs. Velasquez            | 23/10/2010 | 3     | 1:21  | Anaheim, California          |                                        |
| Vitória | 12-1   | Kris McCray          | Finalização (mata-leão)        | The Ultimate Fighter 11 Finale           | 19/06/2010 | 2     | 3:41  | Las Vegas, Nevada            | Venceu o TUF 11; Finalização da Noite. |
| Vitória | 11-1   | Dayle Jarvis         | Nocaute Técnico (socos)        | Xtreme Combat                            | 18/07/2009 | 1     | 3:47  | Sandy, Utah                  |                                        |
| Vitória | 10-1   | Isidro Gonzalez      | Decisão (unânime)              | Throwdown Showdown 2: The Return         | 26/09/2008 | 3     | 5:00  | Orem, Utah                   |                                        |
| Vitória | 9-1    | Hank Weiss           | Decisão (unânime)              | Jeremy Horn's Elite Fight Night 2        | 17/05/2008 | 3     | 5:00  | Salt Lake City, Utah         |                                        |
| Vitória | 8-1    | Chad Maheau          | Nocaute Técnico (socos)        | Kraze in the Cage: Chapter 7, Vol. 2     | 22/03/2008 | 1     | N/A   | Rock Springs, Wyoming        |                                        |
| Vitória | 7-1    | Clint Riser          | Finalização (socos)            | Kraze in the Cage: Chapter 7, Vol. 1     | 26/01/2008 | 1     | N/A   | Rock Springs, Wyoming        |                                        |
| Derrota | 6-1    | Jeremy Horn          | Decisão (unânime)              | UCE: Round 28 - Worlds Collide           | 01/12/2007 | 3     | 5:00  | Salt Lake City, Utah         |                                        |
| Vitória | 6-0    | Justin Ellison       | Finalização (socos)            | Cage Fighting Championship 3             | 10/08/2007 | 1     | 2:33  | Ogden, Utah                  |                                        |
| Vitória | 5-0    | DaMarques Johnson    | Finalização (guilhotina)       | UCE: Round 26 – Finals                   | 16/06/2007 | 3     | 1:50  | Sandy, Utah                  |                                        |
| Vitória | 4-0    | Ben Fuimaono         | Finalização (triângulo de mão) | UCE: Round 26 – Episode 9 Day 2          | 12/06/2007 | 3     | 2:53  | Sandy, Utah                  |                                        |
| Vitória | 3-0    | Jarrett Kelton       | Nocaute Técnico (socos)        | UCE - Round 26 - Episode 6               | 12/05/2007 | 2     | 1:40  | Ogden, Utah                  |                                        |
| Vitória | 2-0    | Nick Rossborough     | Decisão (unânime)              | UCE: Round 26 – Episode 3                | 21/04/2007 | 3     | 3:00  | Sandy, Utah                  |                                        |
| Vitória | 1-0    | Ry Stone             | Finalização                    | Busch Cree Promotions                    | 30/03/2007 | 2     | 1:06  | Grand Junction, Colorado     |                                        |

### Lutas na Casa do TUF
| Res.    | Cartel | Oponente         | Método                           | Evento                                            | Data | Round | Tempo | Local             | Notas                                       |
| ------- | ------ | ---------------- | -------------------------------- | ------------------------------------------------- | ---- | ----- | ----- | ----------------- | ------------------------------------------- |
| Vitória | 3–1    | Brad Tavares     | Finalização Técnica (mata-leão)  | The Ultimate Fighter: Team Liddell vs. Team Ortiz |      | 3     | 4:45  | Las Vegas, Nevada | Semifinais                                  |
| Vitória | 2–1    | James Hammortree | Finalização (guilhotina montada) | The Ultimate Fighter: Team Liddell vs. Team Ortiz |      | 2     | 0:28  | Las Vegas, Nevada | Quartas de Final, no lugar de Rich Attonito |
| Derrota | 1–1    | Nick Ring        | Decisão (majoritária)            | The Ultimate Fighter: Team Liddell vs. Team Ortiz |      | 2     | 5:00  | Las Vegas, Nevada | Fase Preliminar.                            |
| Vitória | 1–0    | Seth Baczynski   | Decisão (unânime)                | The Ultimate Fighter: Team Liddell vs. Team Ortiz |      | 3     | 5:00  | Las Vegas, Nevada | Fase Eliminatória                           |

## Boxe
| Resultado | Recorde | Oponente                     | Método            | Data                  | Round | Tempo | Local       |
| --------- | ------- | ---------------------------- | ----------------- | --------------------- | ----- | ----- | ----------- |
| Vitória   | 2–0     | Freddie Martinez             | Decisão (unânime) | 24 de outubro de 2008 | 4 (4) | 3:00  | Ogden, Utah |
| Vitória   | 1–0     | Francisco Antonio Alacantara | Decisão (unânime) | 31 de maio de 2008    | 4 (4) | 3:00  | Ogden, Utah |